# Cerdanya (dal i Spanien)
Cerdanya (occitanska: Cerdanha) är en dal i Spanien, på gränsen till Frankrike. Den ligger i den nordöstra delen av landet, 500 km öster om huvudstaden Madrid.